# Alyaksey Hawrylovich
Alyaksey Viktaravich Hawrylovich (tiếng Belarus: Аляксей Гаўрыловіч; tiếng Nga: Алексей Гаврилович; sinh 5 tháng 1 năm 1990) là một cầu thủ bóng đá Belarus hiện tại thi đấu cho Dinamo Brest. Anh thi đấu cho Đội tuyển bóng đá Olympic Belarus tại Thế vận hội Mùa hè 2012.

## Danh hiệu
Naftan Novopolotsk
- Vô địch Cúp bóng đá Belarus: 2011–12

Dinamo Brest
- Vô địch Cúp bóng đá Belarus: 2016–17